# Sunthorn Kongsompong
Sunthorn Kongsompong (1931 - 1999) fue un militar tailandés y, de facto, el jefe del gobierno de Tailandia desde 1991 a 1992, tras un golpe de Estado encabezado por él y el general Suchinda Kraprayoon, derrocando al gobierno del primer ministro Chatichai Choonhavan el 23 de febrero de 1991.
Los generales acusaron a Chatichai de corrupción y establecieron una junta militar, (Consejo Nacional para el Mantenimiento de la Paz), como una administración provisional, con Sunthorn como presidente. Anand Panyarachun fue nombrado primer ministro en marzo, pero la administración del país fue también gestionada por la junta. Sunthorn abandonó el cargo en mayo de 1992, con la promulgación de la Constitución, que prohibía a miembros de las fuerzas armadas ejerces funciones del poder ejecutivo.
Después de su muerte se descubrió que en su testamento dejaba cuantiosas sumas a sus herederos, lo que resultaba incompatible con las menguadas retribuciones que recibía como militar. El escándalo dio origen a una investigación sobre otros militares, políticos y empresarios por posible blanqueo de dinero y corrupción.